# Isabelle Pantin
Isabelle Pantin, née en 1952, est une universitaire française, spécialiste de la Renaissance et de l'œuvre de Tolkien.

## Biographie
Isabelle Pantin est enseignante-chercheuse associée, professeur de littérature française à l'École normale supérieure (Ulm) et chercheuse associée à l’Observatoire de Paris. Elle travaille sur les relations entre la littérature, la philosophie et l'histoire de la cosmologie.

### Famille et formation
Isabelle Carteron naît en 1952, du mariage de Jean Carteron et de Nicole Mounier.
Elle est diplômée de l'École normale supérieure (Ulm) (promotion 1972 L). Elle épouse Jacques Pantin. De ce mariage naissent deux enfants.

### Carrière universitaire
Isabelle Pantin est pensionnaire et chargée de recherche documentaire à la Bibliothèque nationale de France (BnF) de 1979 à 1983 au titre de « Collaboration à la série alphabétique des Imprimeurs et Libraires parisiens du XVIe siècle »
Le 15 février 1995, elle est qualifiée « aux fonctions de professeur des universités par les sections du Conseil national des universités » puis le 11 janvier 1996, elle est nommée professeur des universités dans la 9e section (Langue et littérature françaises) à l'université du Mans.
Elle est candidate au Conseil national des universités sur la liste de l'association Qualité de la science française en 2003 puis en 2007.
Habilitée à diriger des recherches, elle a dirigé huit thèses.
Isabelle Pantin est professeure émérite d'histoire du livre et de la littérature de la Renaissance à l'École normale supérieure (Ulm) où elle dirige jusqu'en 2018 le département « Littérature et langages » de l'université Paris Sciences et Lettres,, après avoir succédé à Michel Murat. Elle est directrice adjointe de l'Institut d'histoire moderne et contemporaine de 2013 à 2017 où elle participe au programme « Histoire du livre et de la médiation », pilote l'« Équipe d’histoire des savoirs à la Renaissance » (2011-2017) et intervient dans les programmes touchant à l’histoire des sciences.
Elle est également chercheuse associée à l'Observatoire de Paris dans l'équipe « Histoire de l'astronomie » du laboratoire de recherche « Systèmes de référence temps espace » (Syrte).
Elle s'intéresse aux relations entre la poésie, la fiction et les représentations cosmologiques. Elle étudie notamment l’histoire de l’astronomie et traduit des livres de Kepler et Galilée.
Son ouvrage Tolkien et ses légendes publié en 2009, est « devenu ouvrage de référence » sur l'écrivain J. R. R. Tolkien.
Un volume de mélanges lui a été offert en 2024  : D'Uranie à Gollum. Mélanges en l'honneur d'Isabelle Pantin, sous la direction de Jean-Charles Monferran, Tristan Vigliano et Alice Vintenon. Paris, Honoré Champion, 2024.  (ISBN 978-2-7453-6112-7).

## Publications
Isabelle Pantin a rédigé et contribué à la rédaction de nombreux ouvrages :

### Auteure
- Tolkien et ses légendes - Une expérience en fiction, éditions CNRS, coll.« Médiévalisme(s) », 2009, réédité en 2013  (ISBN 978-2-27107-748-6), [présentation en ligne].
- La Poésie du XVIe siècle, ouvroir et miroir d’une culture, éditions Bréal, 2003  (ISBN 978-2-74950-082-9)
- Les Fréart de Chantelou : une famille d’amateurs au XVIIe siècle, éditions Création et Recherche, 1999  (ISBN 978-2-91085-310-5)
- La poésie du ciel en France dans la seconde moitié du XVIe siècle, éditions Droz, 1995  (ISBN 978-2-60000-105-2)

- avec Gérald Péoux, Mise en forme des savoirs à la Renaissance - À la croisée des idées, des techniques et des publics, Armand Colin, 2013
- avec Sandra Provini, Tolkien et la mémoire de l'Antiquité, Paris, Les Belles Lettres, 2025.

### Traductrice
- Galileo Galilei, Sidereus nuncius. Le Messager céleste , 1610, édition critique, traduction et commentaire, Paris, Les Belles Lettres, 1992.
- Johannes Kepler, Dissertatio cum nuncio sidereo. Discussion avec le Messager céleste, 1610, et Narratio de observatis a se satellitibus. Rapport sur l’observation des satellites, 1611, édition critique, traduction et commentaire, Paris, Les Belles Lettres, 1993.

### Éditrice
- La Mariane du Filomène, 1596, édition de Nicole Cazauran et Isabelle Pantin, Paris, Klincksieck, 1998.
- Michel de Montaigne, Les Essais (texte de 1595), édition établie et annotée par Jean Céard (dir.), Denis Bjai, Bénédicte Boudou et Isabelle Pantin, Paris, Le Livre de Poche, 2001.

### Directrice de la publication
- L'annonce faite au lecteur, 2016
- Mise en forme des savoirs à la Renaissance, 2013
- Œuvres complètes, 2011, de Jacques Peletier

### Éditrice scientifique
- La Mariane du Filomène, 1998
- Dissertatio cum nuncio sidereo 1993 de Johannes Kepler
- Imprimeurs et libraires parisiens du XVIe siècle, 1986